# Katrin Meißner
Katrin Meißner (Oost-Berlijn, 17 januari 1963) is een Duits zwemster. Voor de Duitse hereniging kwam zij uit voor de DDR.

## Biografie
Meißner behaalde haar grootste succes tijdens de Olympische Zomerspelen van 1988 in het Zuid-Koreaanse Seoel. Zij won hier de olympische titel op de 4×100 meter wisselslag en de  4×100 meter vrije slag en de bronzen medaille op de 50m vrije slag. Na de Duitse hereniging was Meißner een van de weinige Oost-Duitse zwemster die ook in de estafettes uitkwam voor Duitsland.
In 2001 behaalde zij haar grootste succes namens Duitsland door met haar ploeggenoten wereldkampioen te worden op de 4x100m vrije slag en de zilveren medaille te winnen op de 100m vrije slag achter Inge de Bruijn.
In 2004 beëindigde zij haar carrière nadat zij niet was geselecteerd voor de Olympische Zomerspelen 2004

## Internationale toernooien
| Jaar | Olympische Spelen                                      | WK Langebaan                                                                                        | EK langebaan                                                             | WK kortebaan                                                                      | EK kortebaan                                                              |
| ---- | ------------------------------------------------------ | --------------------------------------------------------------------------------------------------- | ------------------------------------------------------------------------ | --------------------------------------------------------------------------------- | ------------------------------------------------------------------------- |
| 1987 |                                                        | | 50m vrije slag · 4x100m vrije slag                                       |                                                                                   |                                                                           |
| 1988 | 50m vrije slag · 4x100m vrije slag · 4x100m wisselslag | |                                                                          |                                                                                   |                                                                           |
| 1989 |                                                        | | 50m vrije slag · 100m vrije slag · 4x100m vrije slag · 4x100m wisselslag |                                                                                   |                                                                           |
| 1990 |                                                        | |                                                                          |                                                                                   |                                                                           |
| 1991 |                                                        | 4x100m vrije slag · Meißner zwom enkel de series · 4x200m vrije slag · Meißner zwom enkel de series | 6e 100m vlinderslag · 4x100m vrije slag                                  |                                                                                   |                                                                           |
| 1992 |                                                        | |                                                                          |                                                                                   |                                                                           |
| 1993 |                                                        | |                                                                          |                                                                                   |                                                                           |
| 1994 |                                                        | 14e 100m vrije slag · 4x100m vrije slag · 9e 4x100m wisselslag                                      |                                                                          |                                                                                   |                                                                           |
| 1995 |                                                        | |                                                                          |                                                                                   |                                                                           |
| 1996 |                                                        | |                                                                          |                                                                                   | 4x50m vrije slag                                                          |
| 1997 |                                                        | | 4x100m vrije slag · 4x100m wisselslag                                    | 4e 50m vrije slag · 7e 100m vrije slag · 4x100m vrije slag · 5e 4x100m wisselslag |                                                                           |
| 1998 |                                                        | 23e 100m vlinderslag · 4x100m vrije slag · 4e 4x100m wisselslag                                     |                                                                          |                                                                                   | 50m vrije slag · 5e 100m vrije slag · 4x50m vrije slag · 4x50m wisselslag |
| 1999 |                                                        | | 6e 50m vrije slag · 4x100m vrije slag · 4x100m wisselslag                |                                                                                   | 4e 50m vrije slag · 4x50m vrije slag · 4x50m wisselslag                   |
| 2000 | 11e 50m vrije slag 4e 4x100m vrije slag                | |                                                                          | 5e 50m vrije slag · 6e 100m vrije slag · 4x100m vrije slag · 4x100m wisselslag    |                                                                           |
| 2001 |                                                        | 7e 50m vrije slag · 100m vrije slag · 4x100m vrije slag · 4e 4x100m wisselslag                      |                                                                          |                                                                                   | 4x50m vrije slag                                                          |
| 2002 |                                                        | | 4e 50m vrije slag · 4x100m vrije slag                                    |                                                                                   |                                                                           |
| 2003 |                                                        | 4x100m vrije slag                                                                                   |                                                                          |                                                                                   | 4x50m vrije slag · 4x50m wisselslag                                       |

1912: Moore, Fletcher, Speirs, Steer ·
1920: Woodbridge, Schroth, Guest, Bleibtrey ·
1924: Donnelly, Ederle, Lackie, Wehselau ·
1928: Lambert, Osipowich, Saville, Norelius ·
1932: Johns, Saville, McKim, Madison ·
1936: Selbach, Wagner, den Ouden, Mastenbroek ·
1948: Corridon, Kalama, Helser, Curtis ·
1952: I. Novák, Temes, É. Novák, Szőke ·
1956: Fraser, Leech, Morgan, Crapp ·
1960: Spillane, Stobs, Wood, von Saltza ·
1964: Stouder, de Varona, Watson, Ellis ·
1968: Barkman, Gustavson, Pedersen, Henne ·
1972: Babashoff, Barkman, Kemp, Neilson ·
1976: Peyton, Sterkel, Babashoff, Boglioli ·
1980: Krause, Metschuck, Diers, Hülsenbeck ·
1984: Johnson, Steinseifer, Torres, Hogshead ·
1988: Otto, Meißner, Hunger, Stellmach ·
1992: Haislett, Martino, Thompson, Torres ·
1996: Martino, Van Dyken, Fox, Thompson ·
2000: Van Dyken, Shealy, Thompson, Torres ·
2004: Mills, Lenton, Thomas, Henry ·
2008: Dekker, Kromowidjojo, Heemskerk, Veldhuis ·
2012: Coutts, C. Campbell, Elmslie, Schlanger ·
2016: McKeon, Elmslie, B. Campbell, C. Campbell ·
2020: B. Campbell, Harris, McKeon, C. Campbell ·
2024: O'Callaghan, Jack, McKeon, Harris
1960: Burke, Kempner, Schuler, von Saltza ·
1964: Ferguson, Goyette, Stouder, Ellis ·
1968: Hall, Ball, Daniel, Pedersen ·
1972: Belote, Carr, Deardurff, Neilson ·
1976: Richter, Anke, Pollack, Ender ·
1980: Reinisch, Geweniger, Pollack, Metschuck ·
1984: Andrews, Caulkins, Meagher, Hogshead ·
1988: Otto, Hörner, Weigang, Meißner ·
1992: Loveless, Nall, Ahmann-Leighton, Thompson ·
1996: Botsford, Beard, Martino, Van Dyken ·
2000: Bedford, Quann, Thompson, Torres ·
2004: Rooney, Jones, Thomas, Henry ·
2008: Seebohm, Jones, Schipper, Trickett ·
2012: Franklin, Soni, Vollmer, Schmitt ·
2016: Baker, King, Vollmer, Manuel ·
2020: K. McKeown, Hodges, E. McKeon, Campbell ·
2024: Smith, King, Walsh, Huske